# Dóc
Pour les articles homonymes, voir Doc.
Dóc est un village et une commune du comitat de Csongrád en Hongrie.